# Campeonato Sul-Americano de Futebol Feminino Sub-17 de 2018
O Campeonato Sul-Americano de Futebol Feminino Sub-17 de 2018 foi a 6ª edição deste torneio organizado pela Confederação Sul-Americana de Futebol (CONMEBOL). Disputada por jogadores com até 17 anos de idade, a competição foi realizada na cidade de San Juan, Argentina, e contou com todas as 10 seleções femininas afiliadas à CONMEBOL.
A seleção brasileira e a seleção colombiana, respectivamente campeã e vice, garantiram uma vaga para disputar a Copa do Mundo Sub-17 em novembro, no Uruguai.

## Participantes
Todas as 10 seleções afiliadas da CONMEBOL participaram do torneio.
| Participantes | Participantes | Participantes | Participantes | Participantes |
| ------------- | ------------- | ------------- | ------------- | ------------- |
| Argentina     | Bolívia       | Brasil        | Chile         | Colômbia      |
| Equador       | Paraguai      | Peru          | Uruguai       | Venezuela     |

## Sedes
O torneio foi realizado na cidade de San Juan. Os jogos ocorreram nos estádios Ingeniero Hilario Sánchez e del Bicentenario.

## Regulamento
Na primeira fase do torneio, as dez seleções foram dividas em dois grupos com cinco cada. As seleções se enfrentam dentro dos grupos em turno único, classificando-se as duas melhores colocadas de cada. Por sua vez, a fase final foi composta por um quadrangular com as quatros seleções classificadas da fase anterior. Os critérios de desempates foram definidos:
- Saldo de gols.
- Gols marcados.
- Confronto(s) direto(s).
- Sorteio.

O torneio também outorgou duas vagas para as duas melhores seleções para a Copa do Mundo Sub-17. No entanto, o Uruguai classificou-se automaticamente para a competição mundial por ser o país sede.

## Primeira fase
O sorteio que determinou os grupos da primeira fase foi realizado em uma evento na cidade sede no dia 28 de fevereiro. No dia seguinte, a organização divulgou o certame da competição. No entanto, alterações ocorreram e o novo calendário foi divulgado em 12 de março.

### Grupo A
| Seleções  | Pts. | J | V | E | D | GM | GC | SG |
| --------- | ---- | - | - | - | - | -- | -- | -- |
| Colômbia  | 12   | 4 | 4 | 0 | 0 | 12 | 1  | 11 |
| Brasil    | 9    | 4 | 3 | 0 | 1 | 6  | 1  | 5  |
| Argentina | 4    | 4 | 1 | 1 | 2 | 4  | 8  | -4 |
| Peru      | 3    | 4 | 1 | 0 | 3 | 2  | 10 | -8 |
| Equador   | 1    | 4 | 0 | 1 | 3 | 4  | 8  | -4 |

### Grupo B
| Seleções  | Pts. | J | V | E | D | GM | GC | SG  |
| --------- | ---- | - | - | - | - | -- | -- | --- |
| Uruguai   | 10   | 4 | 3 | 1 | 0 | 5  | 1  | 4   |
| Venezuela | 8    | 4 | 2 | 2 | 0 | 7  | 1  | 6   |
| Chile     | 5    | 4 | 1 | 2 | 1 | 4  | 4  | 0   |
| Paraguai  | 4    | 4 | 1 | 1 | 2 | 7  | 5  | +2  |
| Bolívia   | 0    | 4 | 0 | 0 | 4 | 1  | 13 | -12 |

## Fase final
Nesta fase, as quatro seleções classificadas se enfrentaram num quadrangular em turno único. A seleção brasileira (campeã) e a seleção colombiana (vice) se classificaram para a Copa do Mundo Sub-17 em novembro. Por sua vez, a seleção uruguaia, que encerrou a fase final em terceiro, já estava classificada para a competição mundial por ser o país sede da edição.
| Seleções  | Pts. | J | V | E | D | GM | GC | SG |
| --------- | ---- | - | - | - | - | -- | -- | -- |
| Brasil    | 6    | 3 | 2 | 0 | 1 | 5  | 2  | 3  |
| Colômbia  | 4    | 3 | 1 | 1 | 1 | 3  | 2  | 1  |
| Uruguai   | 4    | 3 | 1 | 1 | 1 | 3  | 4  | -1 |
| Venezuela | 3    | 3 | 1 | 0 | 2 | 2  | 5  | -3 |

## Premiação
| Campeonato Sul-Americano de Futebol Feminino Sub-17 de 2018 |
| Brasil                                                      |
| ----------------------------------------------------------- |
| Brasil Campeã (3.º título)                                  |